# Monti (Szardínia)
Monti település Olaszországban, Szardínia régióban, Olbia-Tempio megyében. Lakosainak száma 2327 fő (2023. január 1.). Monti Alà dei Sardi, Berchidda, Calangianus, Loiri Porto San Paolo, Olbia és Telti községekkel határos.

## Népesség
A település lakossága az elmúlt években az alábbi módon változott:
| Lakosok száma | 2418 | 2413 | 2327 |
|               | 2017 | 2018 | 2023 |